# 고헤이 (연호)
고헤이(일본어: 康平)는 일본의 연호 중 하나이다.
- 전후 : 덴기(天喜) 이후 - 지랴쿠(治暦) 이전.
- 시기 : 1058년 ~ 1064년
- 천황 : 고레이제이 천황

## 개원
- 덴기 6년 8월 29일(율리우스력 1058년 9월 19일)에 대극전(大極殿)에서 난 화재가 불길하다 하여 개원하였고
- 고헤이 8년 8월 2일(율리우스력 1065년 9월 4일) 지랴쿠로 개원됐다.

## 출전
《후한서》·〈양통전〉(梁統傳)의 "……文帝寬惠柔克, 遭世康平, 唯除省肉刑, 相坐之法, 它皆率由, 無革舊章……."

## 고헤이 시기에 일어난 일
- 5년
  - 전9년의 역에서 미나모토노 요리요시와 요시이에의 조정군이 아베노 사다토, 무네토 형제의 군을 궤멸하였다. 이로써 수년을 끌던 전9년의 역이 막이 내리게 됐다.

## 서력과의 대조표
| 고헤이      | 원년       | 2년        | 3년        | 4년        | 5년        | 6년        | 7년        | 8년        |
| ----------- | ---------- | ---------- | ---------- | ---------- | ---------- | ---------- | ---------- | ---------- |
| 서기 (西紀) | 1058년     | 1059년     | 1060년     | 1061년     | 1062년     | 1063년     | 1064년     | 1065년     |
| 간지 (干支) | 무술(戊戌) | 기해(己亥) | 경자(庚子) | 신축(辛丑) | 임인(壬寅) | 계묘(癸卯) | 갑진(甲辰) | 을사(乙巳) |

## 같이 보기
- 일본의 연호 일람

| 이전 덴기 | 일본의 연호 1058년 ~ 1064년 | 다음 지랴쿠 |